# Райгород (Волгоградская область)
Райгород — село в Светлоярском районе Волгоградской области. Административный центр Райгородского сельского поселения.
Население — 2848 (2010)

## Название
По сведениям, собранным Астраханским статкомитетом в 1877 году, название произошло от расположения села в местности, изобилующей цветами и дикими плодовыми деревьями

## История

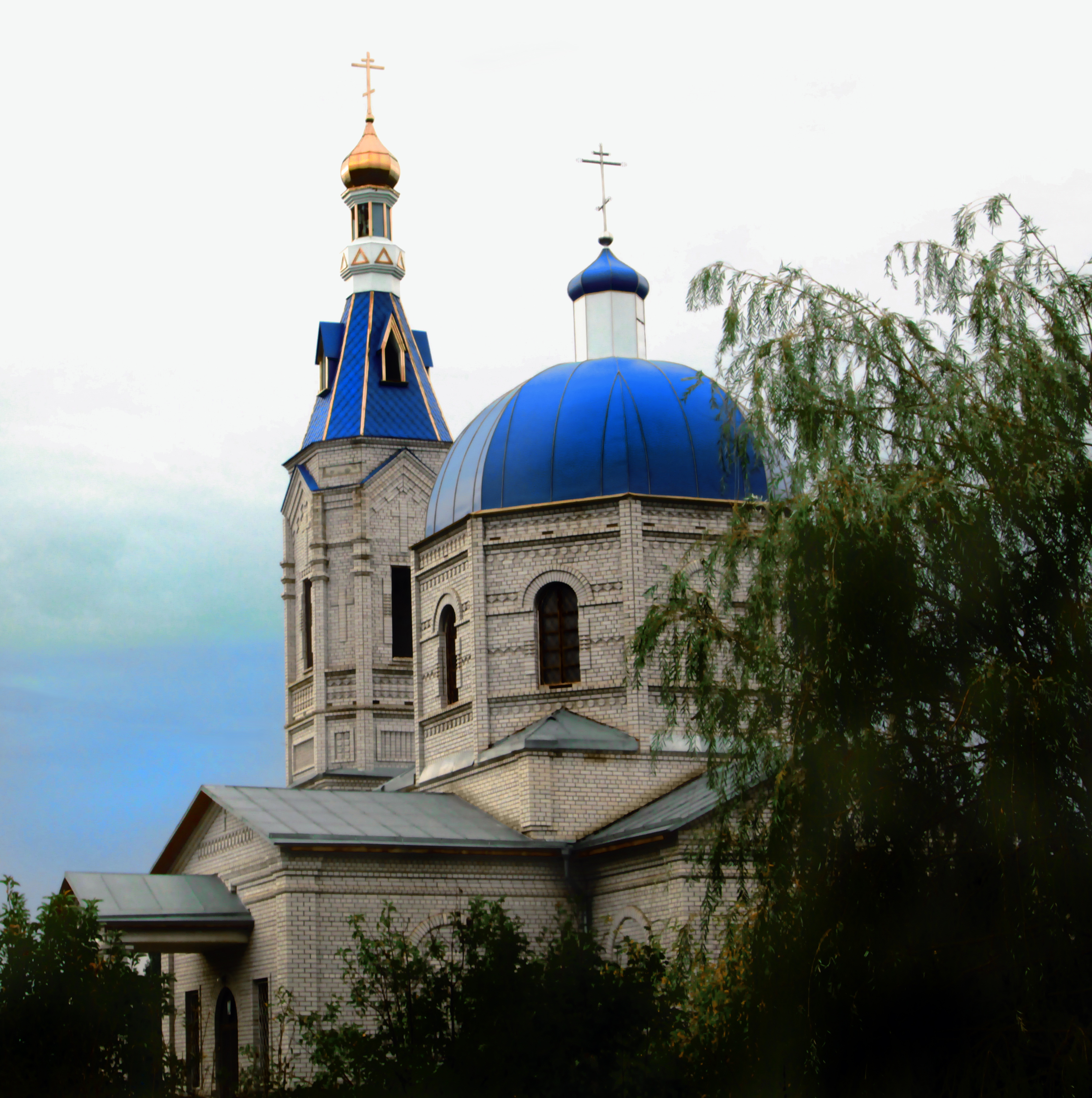
Церковь архистратига Михаила (вторая пол. XIX века)

Задолго до основания села на этом месте существовал казачий сторожевой Поповицкий форпост (обозначен на картах 1737—1765 годов). В начале XVIII века на близлежащей территории по берегам Волги не было постоянных поселений кроме города Чёрного Яра. Точная дата основания форпоста не установлена (в XIX веке Поповицкая протока пересохла). Самые ранние сведения о нём обнаружены в документах Астраханской губернской канцелярии за 1726 год. В 1731 году на каждой почтовой станции было несколько «хоромных строений» и хозяйственных построек, имелось по 12 почтовых лошадей. Содержанием форпостов, перевозкой и конвоированием почты занимались сначала донские казаки, а с 1733 года — волжские казаки. После перевода казаков Волжского казачьего войска на Терек в 1776 году на почтовых станциях от Чёрного Яра до Царицына они были заменены донскими казаками
Село основано как слобода Райгородок в 1785 году по инициативе генерал-губернатора князя Г. А. Потёмкина на почтовом тракте из Царицына в Чёрный Яр. Находясь на границе Астраханской и Саратовской губерний, село неоднократно перечислялось из одной в другую. В 1804 году село числилось в составе Царицынского уезда Саратовской губернии, в 1806 году было причислено к Черноярскому уезду Астраханской губернии.
До 1814 года в Райгородке церкви не было, за крещением и отпеванием жители обращались к духовенству Светлоярского селения. В 1814 году выстроен молитвенный дом на средства прихожан, а в 1820 году от трёхштатной Светлояровской церкви прислан один священник с дьячком. В 1838 году было получено разрешение от Святейшего Правительствующего Синода на постройку деревянной церкви на каменном фундаменте во имя Святого Архистратига Михаила. Церковь была освящена в 1841 году.
По народной переписи 1835 года в Райгородке проживала 161 семья государственных крестьян, 590 мужчин и 598 женщин. Главным занятием крестьян Райгородской волости считалось хлебопашество и скотоводство. В 1878 году в селе действовало уездное училище, имелись хлебный магазин, почтовая станция, 3 торговые лавки, 2 питейных дома. Райгородское общество насчитывало 1007 душ мужского и 992 душ женского пола, всего 326 дворов.
В 1906 году в Райгородке насчитывалось 518 дворов, 1860 мужчин и 1790 женщин, за сельским обществом было закреплено 8740 десятин удобной и 12926 десятин неудобной земли. В селе действовали 1 министерская и 2 церковно-приходских школы. Жители имели 3512 голов крупного рогатого скота, 345 лошадей, 7150 овец, 250 коз, 55 свиней. В селе действовали 18 мельниц, 2 овчинных заведения, 2 мануфактурных и 10 бакалейных лавки.
В 1931 году был образован колхоз «Заря коммуны». На тот момент в селе числилось 195 дворов с населением около 2000 человек. Обучением детей занимались две школы: церковно-приходская и начальная. В 1942—1943 годах в нескольких жилых домах села Райгород располагался штаб Сталинградского фронта. В годы войны 405 райгородцев ушли добровольцами на фронт. 189 человек не вернулись в родное село.

## Физико-географическая характеристика
Село расположено в степи в пределах Сарпинской низменности, являющейся северо-западной частью Прикаспийской низменности, на высоком, горном берегу Волги. Средняя высота над уровнем моря — 16 метров. В окрестностях распространены солонцы (автоморфные) и каштановые и бурые солонцеватые и солончаковые почвы.
Географическое положение
По автомобильным дорогам расстояние до областного центра города Волгограда (до центра города) составляет 63 км, до районного центра посёлка Светлый Яр — 13 км.
Климат
Климат континентальный, засушливый, с жарким летом и относительно холодной и малоснежной зимой (согласно классификации климатов Кёппена — Dfa). Среднегодовая температура воздуха положительная и составляет + 8,6 °C. Средняя температура самого холодного января −7,2 °С, самого жаркого месяца июля +24,6 °С. Многолетняя норма осадков — 366 мм. В течение года количество осадков распределено относительно равномерно: наименьшее количество осадков выпадает в апреле (норма осадков — 23 мм), наибольшее количество — в июне (38 мм).
Часовой пояс
Райгород, как и вся Волгоградская область, находится в часовой зоне МСК (московское время). Смещение применяемого времени относительно UTC составляет +3:00.

## Население
Динамика численности населения
| 1835 | 1878 | 1906 | 2002 |
| ---- | ---- | ---- | ---- |
| 1190 | 1999 | 3650 | 2571 |

| 2002 | 2010  |
| ---- | ----- |
| 2800 | ↗2848 |

## Инфраструктура
- Почтовое отделение
- База отдыха: «Рай-город»

Основная отрасль экономики — сельское хозяйство.

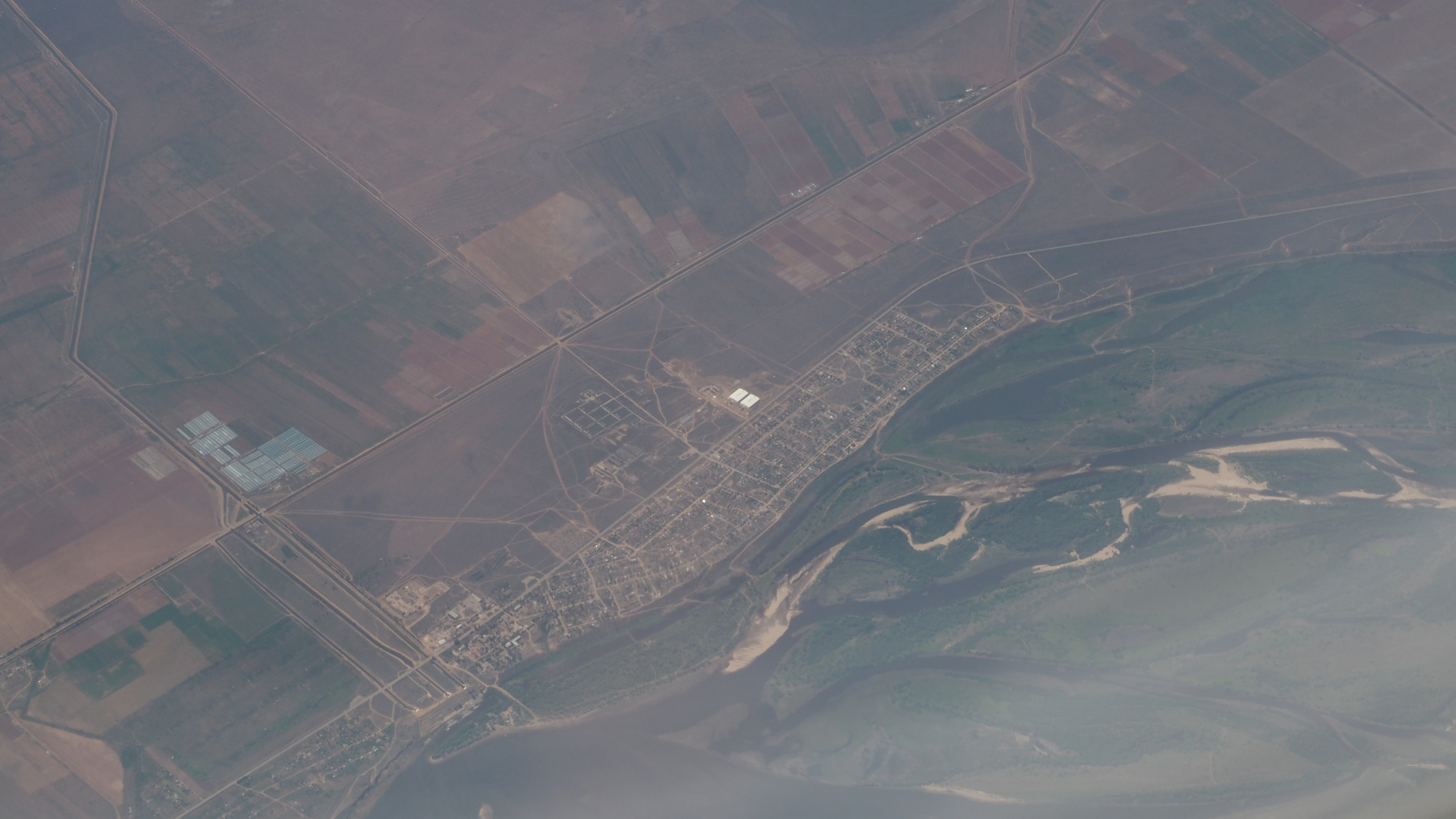
Вид на Райгород из самолёта (2015)

## Транспорт
Близ посёлка проходит федеральная автодорога «Каспий» Р22 от Волгограда Красноармейского района ходит маршрутное-такси номер 144 по маршруту: от А/В Южный,кинотеатр Юбилейный, Строитель, А/О Каустик, Светлый Яр (микр. 1)до села Райгород.Автобус 116 по маршруту:кинотеатр Юбилейный, Строитель, А/О Каустик,Светлый Яр (микр. 1)до села Райгород. Автобус номер 116д по маршруту:кинотеатр Юбилейный, Строитель, А/О Каустик,Светлый Яр (микр. 1)до села Райгород,дачи Райгород.